# Кизляр (бомбардирский корабль)
«Кизляр» — парусный бомбардирский корабль Каспийской флотилии Российской империи, первый из двух кораблей одноимённого типа, находившийся в составе флота с 1794 по 1804 год.

## Описание корабля
Парусный трёхмачтовый бомбардирский корабль с деревянным корпусом, один из двух кораблей одноимённого типа, построенных в Казани с 1793 по 1795 год. Длина судна по сведениям из различных источников составляла 28,9—28,96 метра, ширина — 8,2—8,23 метра, а осадка 3,35—3,4 метра. Вооружение корабля в разное время могли составлять от 10 до 18 орудий, включавших две 3-пудовые мортиры, две 1-пудовые гаубицы, от двух до десяти 6-фунтовых пушек и от четырёх до шести фальконетов. По штату кораблю полагались медные гаубицы, но из-за их отсутствия были установлены чугунные.

## История службы
Бомбардирский корабль «Кизляр» был заложен на стапеле Казанского адмиралтейства 7 (18) мая 1793 года и после спуска на воду 5 (16) мая 1794 года вошёл в состав Каспийской флотилии России. Строительство корабля вёл кораблестроитель В. Д. Власов.
В кампанию 1795 года в составе отряда совершил переход от Казани до Астрахани, после чего выходил в плавание в Каспийское море. В следующем 1796 году находился на бакинском рейде и совершал плавания в том же море. С 1797 по 1799 год также выходил из Астрахани в практические плавания в Каспийское море вплоть до персидских берегов. В кампанию 1799 года во главе отряда был направлен к Баку, в связи с накопившимися жалобами русских купцов на притеснения со стороны бакинского хана. 6 (17) февраля находясь на рейде Баку в течение нескольких часов бомбардировал город. После бомбардировки бакинским ханом Гусейном были удовлетворены все требования русских купцов.
В кампании 1800 и 1801 годов вновь выходил в плавания в Каспийское море от Астрахани до берегов Персии.
По окончании службы в 1804 году бомбардирский корабль «Кизляр» был разобран в Астрахани.

## Командиры корабля
Командирами бомбардирского корабля «Кизляр» в составе Российского императорского флота в разное время служили:
- капитан-лейтенант Г. П. Ватронвиль (1795—1796 годы)[5];
- капитан-лейтенант Г. Я. Мачаков (1797—1800 годы)[8].

### Комментарии
1. ↑  В рамках серии всего было построено два корабля: «Кизляр» и «Моздок»[1].
2. ↑  95 футов[2].
3. ↑  27 футов[2].
4. ↑  11 футов[2].